# 톰 메인
톰 메인(Thom Mayne, 1944년 1월 19일~ )은 미국 출신의 건축가이다. 건축학계에서 최고의 영예로운 상인 프리츠커상을 수여한 바 있으며, 현재 UCLA에서 명예교수로 재직 중이다. 하버드 대학교를 졸업하고, 현재 UCLA 건축대학원에서 프랭크 게리 (프리츠커 상 수상자)와 Gregg Lynn과 함께 대학원생을 지도하고 있다.
그가 설립한 Morphosis는 세계적으로 인정받는 건축사무소이며, 많은 대학교들과 고층 빌딩을 설계하였다.
그는 로스앤젤레스에 위치한 건축전문대학인 SCI-Arc를 설립하는데 공로하였다.

## 유명 작품

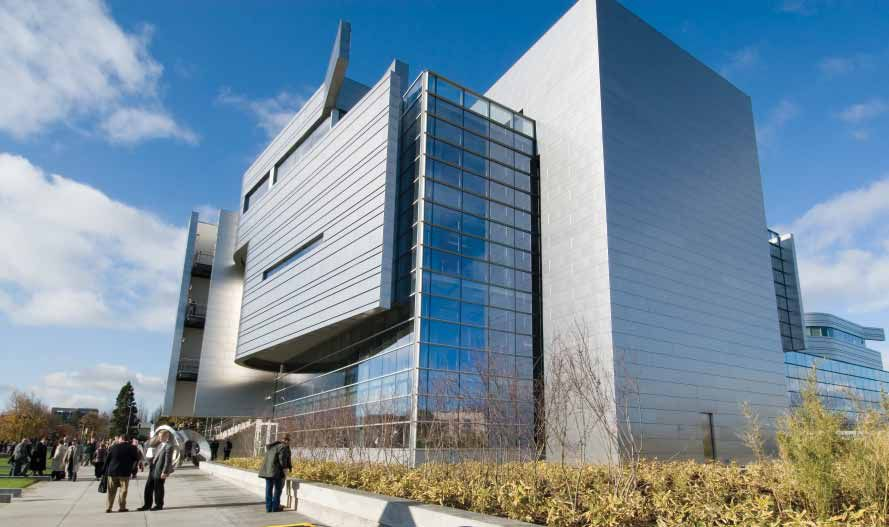
오리건주에 있는 웨인 L. 몰시 재판소 {2009)
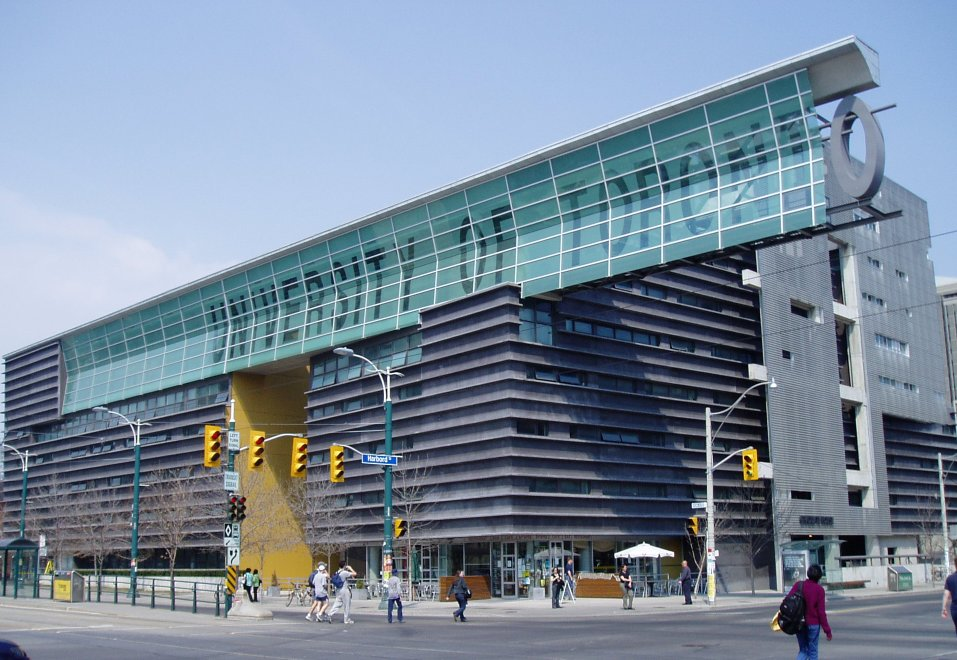
토론토 대학교 대학원
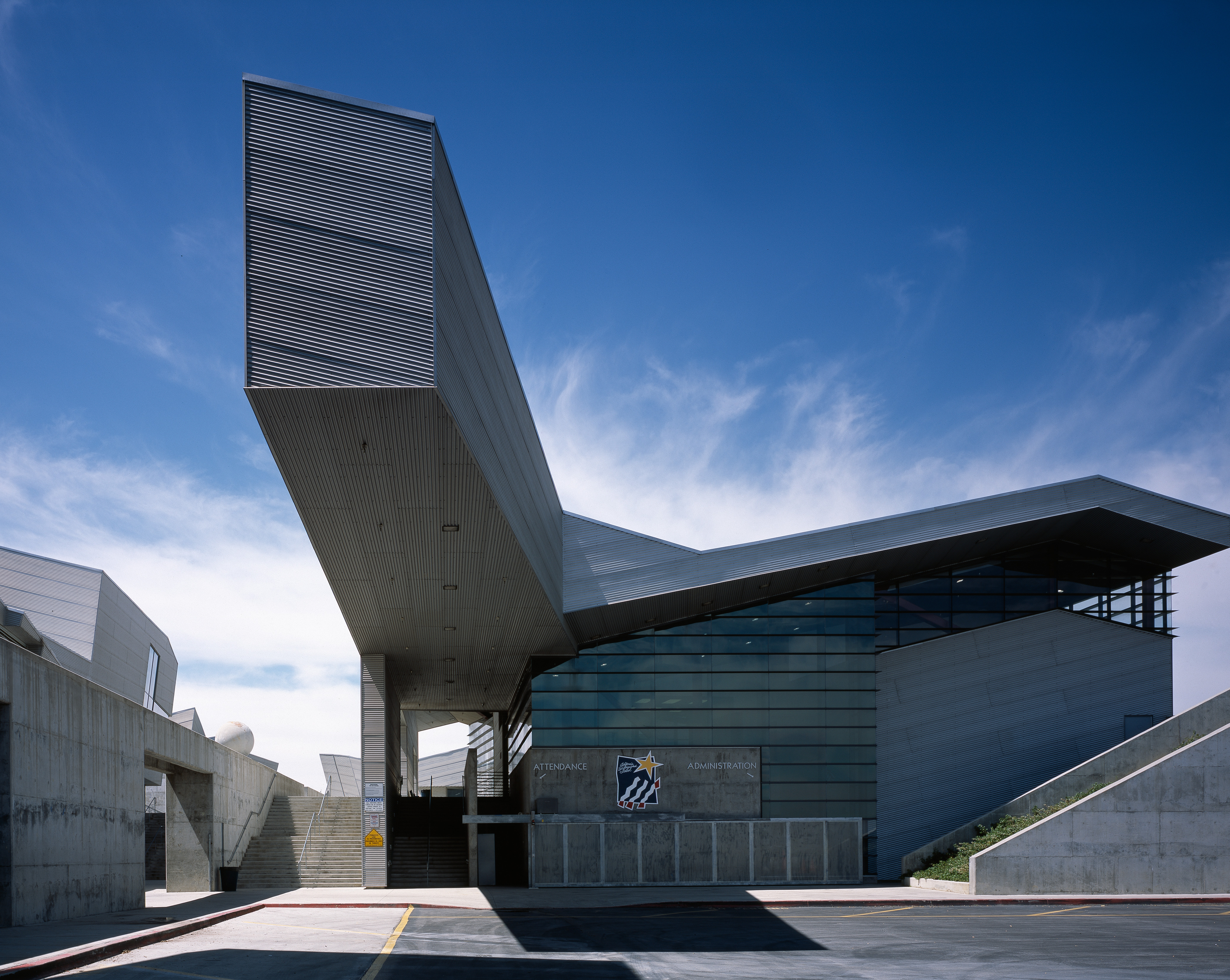
포모나에 위치한 다이아몬드 랜치 고등학교 (1999)
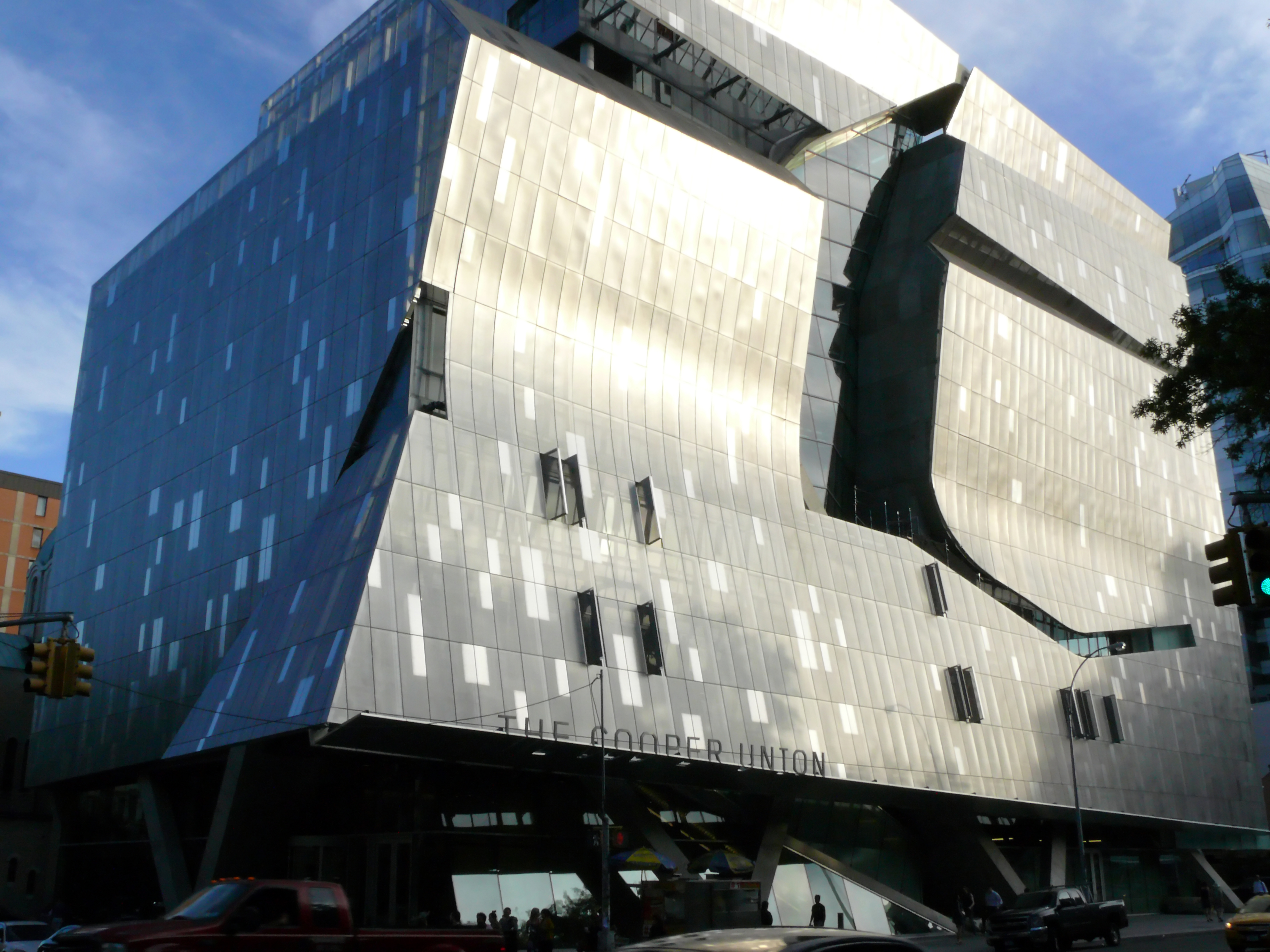
쿠퍼 유니언 대학교 (2009)

## 수상
- 2005년 프리츠커 상 수상

## 참조
1. ↑  “보관된 사본”. 2012년 11월 27일에 원본 문서에서 보존된 문서. 2012년 11월 20일에 확인함.